# 두모진 해관 사건
두모진 해관사건이란 1878년, 개항장인 부산 동래부 두모진에서 조선정부측과 일본인상인들 사이에 무관세 문제로 충돌이 일어났던 사건을 말한다. 이 사건으로 두모진 해관은 3개월 만에 없어지게 되었다.

## 배경
1876년 강화도 조약으로 부산항이 개항되고, 조선은 관세의 개념을 모른채로 1876년에 수호조규부록과 조일무역규칙을 맺게된다. 이렇게 되자, 일본상인들의 항세와 수출입 화물의 관세까지 면제해주도록 됨으로써, 관세자주권이 상실된 조선은 일본 상인들의 관세 면제로 엄청난 무역수지상의 적자를 보이게 된다. 그렇게 됨에따라, 조선 정부측은 교역량의 증가와 국제정세에 차츰 눈을 뜨게 되었고, 관세의 중요성을 인식하게 되었다. 1876년에 맺어진 강화도 조약에서 무관세 협정에 따른 불합리한 협정을 근본적으로 개정하여서 국가의 재산 유출을 막기 위해 일본정부와의 재협정을 추진하고자했었다.
그러면서 조선은 1878년 9월 28일, 부산 동래부의 예전 두모포진(豆毛浦鎭)에 소재한 판찰소(辨察所) 청사 일부에 해관(海關)을 설치하고, 일본과 무역을 하는 조선상인을 상대로 관세를 징수하게 된다. 두모진 해관은 조선 최초의 세관으로, 외세(일본)의 강압적인 무관세 무역에 대한 반발로 관세주권을 지키기 위해 만들었던 해관이었다.

## 사건 전개
두모진 해관에서 관세 징세를 시작하자, 무역 거래 물품 가격이 순식간에 급등하였고, 8월 14일에는 부산에 거류하던 일본상인들 135명이 부산 동래부에 몰려들어와서 조선 정부측에 항의하는 사태가 벌어지게 되었다. 조선정부측은 '내국인에게 부과하는 세금이므로, 일본이 상관할 일이 아니다'라는 태도를 취했었다.
조선 정부측의 이러한 강경한 태도를 보이자, 일본 외무경측은 '두모진 해관의 설치가 강화도 조약에 대한 위반행위'라는 항의서를 조선 정부에 제출함과 동시에 군함을 이끌고 부산항으로 향하게 된다.
이렇게되어, 결국 일본 군함이 동원되었다. 일본군은 부산 앞바다에서 함포를 발사하고, 병사들을 상륙시키는등 무력시위를 계속했었고, 결국 조선은 굴복하게 되고 두모진 해관을 폐쇄하게 된다. 이렇게 해서 9월 28일에 해관설치를 시작으로 12월 19일까지 3개월을 채 넘기지 못하고 없어지게 되었다.

## 영향
이 사건으로 조선과 일본간의 관계가 악화되었고, 조선정부는 근대적 개혁과 자주적 개국의 필요성을 인식하게 되었다. 그럼에 따라 1876년에 맺어진 강화도 조약, 조일무역규칙등 무관세 협정에 따른 조일관계의 현안으로 대두되었다. 이후 수차례에 걸쳐 조선과 일본간에 개정교섭을 벌여나가게 되었고, 1883년 조일통상장정을 통해 관세협정을 체결하게 된다.

## 같이 보기
- 강화도 조약

## 참고 자료
- 두모진(豆毛鎭) 해관파동[깨진 링크(과거 내용 찾기)]
- 조선 세관 두모진